# Maite Nkoana-Mashabane
Maite Emily Nkoana-Mashabane (Sud-àfrica, 30 de setembre de 1963) és Ministra de Relacions Internacionals i Cooperació des de maig de 2009, rellevant a Nkosazana Dlamini-Zuma. També és membre del Comitè Executiu Nacional del Congrés Nacional Africà (ANC). Nkoana-Mashabane va néixer en Ga-Makanye, Limpopo. Durant l'època de l'apartheid va ser una activista del Front Democràtic Unit (UDF). Nkoana-Mashabane va passar a ser designada com a Alta Comissionada de Sud d'Àfrica a l'Índia i Malàisia. El seu ex-marit, l'ambaixador d'Indonèsia, Norman Mashabane va ser acusat d'assetjament sexual. El president Jacob Zuma va nomenar a Nkoana-Mashabane com a Ministra de Relacions Internacionals i Cooperació l'11 de maig de 2009. Nkoana-Mashabane va ser Presidenta de la Conferència de 2011 de Nacions Unides sobre canvi climàtic, celebrada en Durban del 28 de novembre a l'11 de desembre de 2011.